# Telefunken
Telefunken byla německá společnost, která je známá především jako výrobce televizních a rozhlasových zařízení a komunikací. Společnost byla založena v roce 1903. Sídlí v německém hlavním městě v Berlíně.